# Ritual

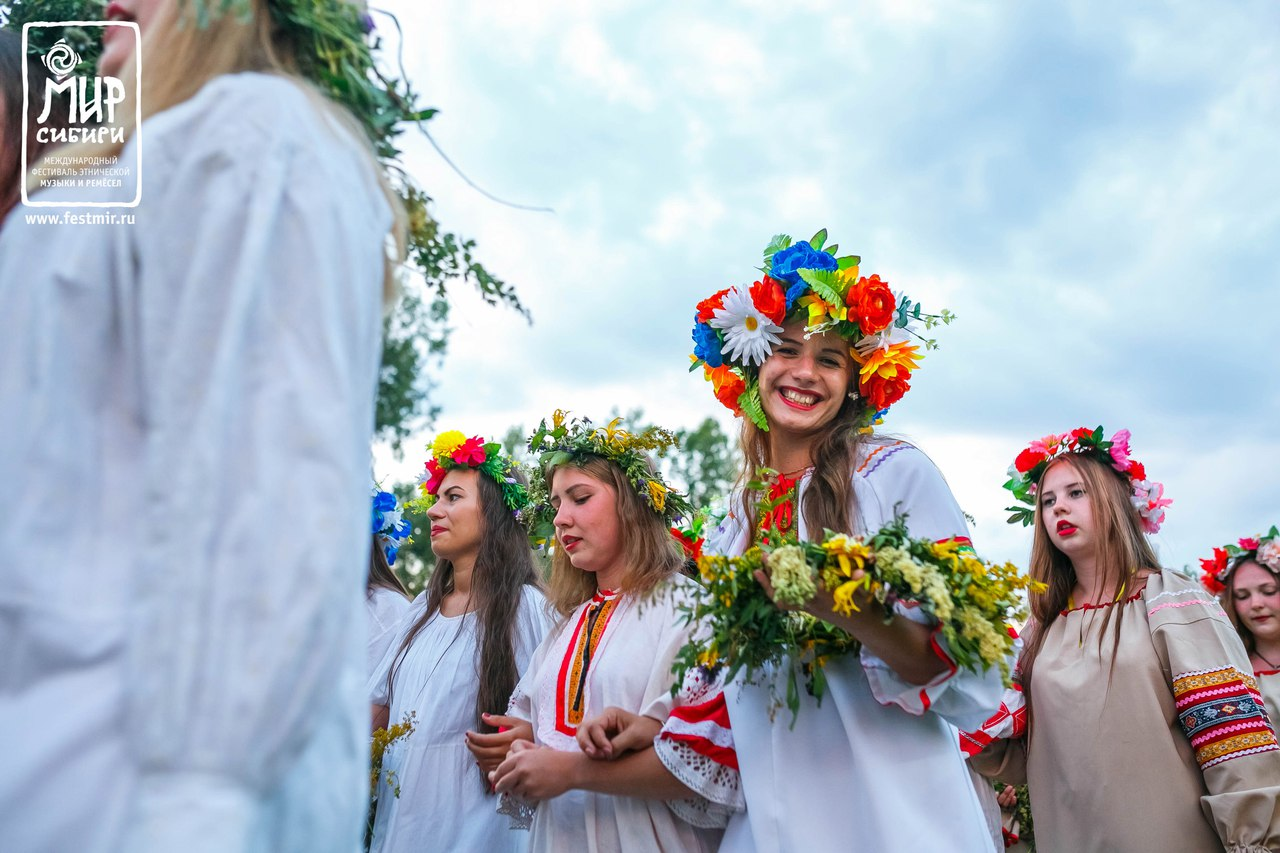
Prado Ritual no festival internacional de música mundial e artesanato "Mundo da Sibéria".

Um ritual (em latim: ritualis) é um conjunto de gestos, palavras e formalidades, geralmente imbuídos de um valor simbólico, cuja performance é, usualmente, prescrita e codificada por uma religião ou pelas tradições da comunidade. Em qualquer tempo ou lugar a vida é sempre marcada por rituais. 

## Definição
De acordo o dicionário eletrônico Michaelis, Ritual tem a seguinte definição: adj m+f (lat rituale) 1 Pertencente ou relativo aos ritos. 2 Que contém os ritos. sm 1 Livro que contém os ritos, ou a forma das cerimônias de uma religião. 2 Cerimonial. 3 Conjunto das regras a observar; etiqueta, praxe, protocolo.
Frente à tal diversidade, evidenciamos, logo, que ritual não está apenas ligado à religião ou formas de expressão religiosa. Um ritual acontece em concomitância de sujeitos, tempo e espaço. Necessita, também, de objetivos, procedimentos, técnicas, instrumentos, objetos. Em Man and his works: the science of cultural antropology, Melville Herskovits adverte-nos para a necessidade de atermo-nos para os aspectos que dão sentido às práticas sociais. Música, dança, festas, produções estéticas, roupas, comidas, por exemplo, fazem parte de um universo cuja ordenação social, cultural e política amplia o conceito de ritual.
Nesse sentido, os espaços ritualísticos não são apenas os ligados à religião ou misticismo. O espaço do jogo de cartas entre homens maduros, por exemplo, obedece regras, apresenta padrões e procedimentos típicos. Do mesmo modo, o espaço de cuidado do corpo/aparência da mulher (um salão de beleza, por exemplo) apresenta certas regras. Nessa ampliação, seria correto afirmar que a vida em sociedade (típica da humanidade) só tem sentido a partir do entendimento dos rituais que a circunda.
Um ritual pode ser executado em intervalos regulares ou em situações específicas. Pode ser executado por um único indivíduo, um grupo, ou por uma comunidade inteira; pode ocorrer em locais arbitrários, específicos, diante de pessoas ou privativamente. Um ritual pode ser restrito a certo subgrupo da comunidade e pode autorizar ou sublinhar a passagem entre condições sociais ou religiosas. O espaço do ritual é passível de múltiplas interpretações. De Stonehenge a Rodeo Drive, das Termas de Caracala à 5th Avenue, do Muro das Lamentações à Praça Vermelha, os espaços ritualísticos se reinventam (e são reinventados) constantemente.
Os propósitos dos rituais são variados. Eles podem incluir a concordância com obrigações religiosas ou ideais, satisfação de necessidades espirituais ou emocionais dos praticantes, fortalecimento de laços sociais, demonstração de respeito ou submissão, estabelecendo afiliação, obtenção de aceitação social ou aprovação para certo evento - ou, às vezes, apenas o prazer do ritual em si.
Os rituais são característicos de quase todas as sociedades humanas conhecidas, passadas ou atuais. Eles podem incluir os vários ritos de adoração e sacramentos de religiões organizadas e cultos, mas também os ritos de passagem de certas sociedades, como coroações, posses presidenciais, casamentos e funerais, eventos esportivos e outros. Várias atividades que são ostensivamente executadas para concretizar propósitos, como a execução da pena de morte e simpósios científicos, são carregados com ações simbólicas prescritas por regulamentos ou tradição e, portanto, parcialmente ritualísticos. Várias ações comuns, como aperto de mão ou cumprimentos podem ser entendidas como pequenos rituais.
O ritual esboça comportamentos de troca que ganham valor comunicativo e, dentro de uma perspectiva etológica, evoluem de comportamentos sem nenhuma função comunicativa, que passam a ser estereotipados, maximizando a comunicação das espécies e minimizando os riscos. Assim, a corte, as competições pelas fêmeas, os movimentos de bandos de animais, os movimentos exagerados, acabam aumentam a capacidade de atrair a atenção, ganhando assim conformação ritualizada. Na medida em que a espécie humana dominou a linguagem e desenvolveu-a com seus valores culturais e religiosos, os rituais passaram a simbolizar ideologias e ensinamentos tornando-se mais complexos.